# Darren Derochie
Darren Derochie (* 1. Januar 1966 in Greater Sudbury) ist ein ehemaliger kanadischer Skilangläufer.

## Werdegang
Derochie startete international erstmals in der Saison 1984/85. Dabei belegte er bei den Junioren-Skiweltmeisterschaften 1985 in Täsch den 31. Platz über 15 km und den neunten Rang mit der Staffel und bei den nordischen Skiweltmeisterschaften 1985 in Seefeld in Tirol den 12. Platz mit der Staffel. Im folgenden Jahr kam er bei den Junioren-Skiweltmeisterschaften in Lake Placid auf den 25. Platz über 10 km, auf den 21. Rang über 30 km und auf den siebten Platz mit der Staffel. Bei den nordischen Skiweltmeisterschaften 1991 im Val di Fiemme lief er den 36. Platz über 15 km Freistil und den 11. Rang mit der Staffel und bei den Olympischen Winterspielen 1992 in Albertville auf den 61. Platz über 50 km Freistil und zusammen mit Dany Bouchard, Wayne Dustin und Yves Bilodeau auf den 11. Rang in der Staffel.
Sein Vater Joseph Derochie nahm als Kanute an den Olympischen Sommerspielen 1960 teil.